# Sara van de Geer
Sara Anna van de Geer (née le 7 mai 1958, à Leyde) est une statisticienne néerlandaise qui travaille en tant que professeure dans le département de mathématiques de l'École polytechnique fédérale de Zurich (ETH Zurich). Elle est présidente de la Société Bernoulli pour la statistique mathématique et les probabilités de 2015 à 2017.

## Carrière
Van de Geer est la fille du psychologue John P. van de Geer (en).
Elle a obtenu une maîtrise en 1982 et un doctorat en mathématiques, en 1987, de l'Université de Leyde. Sa thèse, intitulée Regression Analysis and Empirical Processes, a été supervisé par Willem van Zwet et Richard D. Gill. Elle a enseigné à l'Université de Bristol de 1987 à 1988, puis à l'Université d'Utrecht de 1989 à 1990, ensuite à l'Université de Leyde de 1990 à 1997 et de 1999 à 2005, et enfin à l'Université Paul Sabatier de Toulouse, en France, de 1997 à 1999, avant de partir à l'ETH de Zurich en 2005.

## Prix et distinctions
Elle est conférencière invitée au congrès international des mathématiciens en 2010 à Hyderabad avec une conférence intitulée « {\displaystyle l_{1}} regularization in high dimensional statistical models ». Elle est membre de l'Académie des sciences Leopoldina et de l'Institut international de statistique, membre correspondant de l'Académie royale néerlandaise des arts et des sciences et fellow de l'Institut de statistique mathématique,.
En 2016 elle a reçu le Prix Van Wijngaarden.
Elle est co-rédactrice en chef des revues :Probability Theory and Related Fields, Scandinavian Journal of Statistics, Journal of Machine Learning Research, Statistical Surveys et Journal of Statistical Planning and Inference.

## Publications
- avec Peter Bühlmann: Statistics for high-dimensional data. Methods, Theory and Applications, Springer 2011.
- Applications of empirical process theory, Cambridge UP 2000.
- avec Eustasio del Barrio, Paul Deheuvels: Lectures on empirical processes: theory and statistical applications, European Mathematical Society 2007.
- Estimation and testing under sparsity: École d'Été de Probabilités de Saint-Flour XLV - 2015, Springer 2016.